# Sciades insularis
Sciades insularis là một loài bọ cánh cứng trong họ Cerambycidae.